# Sławomir Jastrzębowski
Sławomir Jastrzębowski (ur. 2 czerwca 1968 w Łodzi) – polski dziennikarz.

## Życiorys
Ukończył studia polonistyczne na Uniwersytecie Łódzkim oraz Executive MBA w Instytucie Nauk Ekonomicznych Polskiej Akademii Nauk w Warszawie (2017).
Pracował w łódzkim oddziale TVP jako dziennikarz śledczy w „Łódzkich Wiadomościach Dnia”, był też szefem działu śledczego w „Dzienniku Łódzkim”. Od 2003 zatrudniony w „Fakcie” jako reporter, szef działu wydarzeń, a od 2005 zastępca redaktora naczelnego. W grudniu 2007 objął stanowisko redaktora naczelnego „Super Expressu”. Od stycznia 2014 prowadził program „Więc jak?” (początkowo emitowany w Superstacji, potem – od marca 2017 do kwietnia 2018 – na kanale Nowa TV należącym do ZPR Media) oraz Superexpress.tv. W październiku 2014 objął funkcję redaktora naczelnego Grupy Super Express, w skład której wchodzą wszystkie produkty tej marki (gazeta drukowana, serwis internetowy se.pl, wydania zagraniczne, aplikacje mobilne oraz wydawnictwa tematyczne). Od 2016 do 2018 w telewizji Nowa TV prowadził program „Ale o co chodzi?”. W maju 2017 dołączył do prowadzących poranne pasmo w Polskim Radiu 24. W kwietniu 2018 zrezygnował z funkcji naczelnego Super Expressu i został partnerem w agencji R4S, z której odszedł w kwietniu 2021. Kupił na przełomie kwietnia i maja 2021 i w latach 2021–2024 prowadził platformę blogową Salon24.pl, którą następnie sprzedał w sierpniu 2024.
Od września 2024 jest związany z Telewizją Republika, gdzie jest jednym ze współprowadzących program Przyjaciele Republiki. Na antenie tej stacji jest również jednym z gospodarzy wieczornego programu satyryczno-publicystycznego Piachem w tryby. Od października 2024 współprowadzi tam z Rafałem Wosiem niedzielny program Lewy z bicepsem, który nagrywany był wcześniej dla kanału Salon24, nadającego w serwisie YouTube. W styczniu 2025 został prezesem i jednym z udziałowców spółki, będącej wydawcą show-biznesowego portalu internetowego Blask Online. Od 2025 felietonista Tygodnika Solidarność.

## Nagrody i odznaczenia
W 2015 nagrodzony Honorowym Medalem Europejskim przyznanym przez Business Centre Club. 

## Publikacje
- Toksyna, Świat Książki, Warszawa 2018, ISBN 978-83-8031-928-8[19]